# Свиньчув
Сви́ньчув (пол. Świńczów) — село в Польше в сельской гмине Скала Краковского повета Малопольского воеводства. Входит в состав солецтва Небыла-Свиньчув.
Село располагается около воеводской дороге № 794 в 6 км от административного центра сельской гмины города Скала и в 15 км от административного центра воеводства города Краков.
В 1975—1998 годах село входило в состав Краковского воеводства.